# آرامگاه امامزاده موسی
بقعه امامزاده موسی مربوط به دوره صفوی است و در شهرستان پاکدشت، بخش شریف‌آباد، روستای خلیف‌آباد واقع شده و این اثر در تاریخ ۱ مهر ۱۳۸۲ با شمارهٔ ثبت ۱۰۳۳۷ به‌عنوان یکی از آثار ملی ایران به ثبت رسیده است.